# Tu vas rire, mais je te quitte
Pour plus de détails, voir Fiche technique et Distribution.
Tu vas rire, mais je te quitte est un film français de Philippe Harel sorti en 2005.

## Synopsis
Élise Vérone, une comédienne sexy et « nunuche » mais assez franche et directe, partage son temps entre tournages de sitcoms « à la con », virées en boîtes de nuit et dîners bien arrosés entre filles. Toujours en quête de célébrité, elle papillonne d'homme en homme tout en cherchant celui qui lui ouvrira les portes de la gloire.

## Fiche technique
- Titre : Tu vas rire, mais je te quitte
- Réalisation : Philippe Harel, assisté de Euric Allaire
- Scénario : Éric Assous et Philippe Harel, d'après le roman d'Isabelle Alexis
- Musique : Alexandre Desplat
- Décors : Emmanuelle Duplay
- Costumes : Anne Schotte
- Photographie	: Matthieu Poirot-Delpech
- Son : Dominique Warnier
- Production : Marie-Castille Mention-Schaar et Pierre Kubel	
  - Production associée : Patrick Nebout
- Société de distribution : Rezo Films (France, en salles)
- Pays de production :  France
- Genre : comédie
- Durée : 90 minutes
- Date de sortie : 
  - France : 5 janvier 2005

## Distribution
- Judith Godrèche : Élise Vérone
- Sagamore Stévenin : Arthur
- Ariane Séguillon : Delphine
- Coralie Revel : Lou
- Wladimir Yordanoff : Alain Varenne
- Dan Herzberg : Olivier
- Patrick Chesnais : Norbert
- Véronique Boulanger  : Lorraine
- Pierre Salvadori : un réalisateur de films
- Frédérique Bel : Vanessa, l'amie (nue) d'Arthur
- Guillaume Gallienne : Pierre-Louis
- Mélanie Page : Noémie
- Élodie Frenck : Nathalie
- Philippe Lefebvre : Antoine
- Jules Angelo Bigarnet : Jérémie
- Aurélien Wiik : Thierry
- Nicky Marbot : Maxime
- Monique Mauclair : Monique
- Lena Kerman : Margot
- Marc Rioufol : Daniel
- Marc Lesage : le metteur en scène
- Pierre Brichese : le buraliste
- Marc Bodnar : le demandeur d'autographe
- Lysiane Meis
- Frédéric Beigbeder : lui-même
- Cansel Elçin : un acteur
- Emmanuel Patron
- Arthur Mazet : l'adolescent
- Éric Naggar